# راتسکووا
راتسکووا (به چکی: Racková) یک منطقهٔ مسکونی در جمهوری چک است که در ناحیه زلین واقع شده‌است. راتسکووا ۱۱٫۱۸ کیلومتر مربع مساحت و ۸۱۳ نفر جمعیت دارد و ۲۳۸ متر بالاتر از سطح دریا واقع شده‌است.